# Gpg4win
Gpg4win (GNU Privacy Guard for Windows) je svobodný software pro šifrování souborů a e-mailů dle standardu OpenPGP a S/MIME (X.509). Používá šifrování s veřejným klíčem (asymetrická krytografie). U tohoto způsobu ochrany dat šifrujeme pomocí veřejného klíče příjemce zprávy, digitálně podepisujeme pomocí soukromého (tajného) klíče.

## Komponenty
- GnuPG Backend – skutečný šifrovací nástroj
- Kleopatra – komlexní grafický správce klíčů (certifikátů) pro OpenPGP a X.509 (S/MIME) a běžné kryptografické dialogy
- GpgOL – doplněk pro Microsoft Outlook poskytující e-mailovou kryptografii. Podporuje servery IMAP/SMTP a MS Exchange.
- GpgEX – plugin pro Microsoft Explorer (šifrování souborů)

## Historie
Gpg4win historicky vychází z původního programu Phila Zimmermanna - Pretty Good Privacy (PGP - vcelku dobré soukromí).  Později, na základě PGP, vznikl standard OpenPGP (RFC 2440, RFC 4880, RFC 9580).

## Používání
Praktické používání šifrování s veřejným klíčem dle standardu OpenPGP je poměrně rozsáhlé. Je to podepisování programových balíčků na systémech s operačním systémem Linux, podepisování software apod. Nejčastěji se OpenPGP používá pro bezpečnou e-mailovou komunikaci (šifrování a digitální podepisování) v e-mailových klientech na Linuxu, Windows i Androidu.
E-mailový klient Mozilla Thunderbird (multiplatformní) má podporu OpenPGP přímo v sobě, Claws Mail používá úložiště GnuPG (Kleopatra ve Windows). Na Androidu je to K-9 mail s OpenKeychain.